# 西藏沙棘
西藏沙棘（学名：Hippophae thibetana）是胡颓子科沙棘属的植物，是中国的特有植物。分布于中国大陆的青海、西藏、甘肃、四川等地，生长于海拔3,300米至5,200米的地区，常生于高原草地河漫滩和岸边，目前尚未由人工引种栽培。
弗兰克氏菌与西藏沙棘共生，在根部形成根瘤进行固氮作用。